# Marco Finetti
Marco Finetti (* 10. April 1965) ist ein deutscher Journalist und Pressesprecher.
Finetti studierte an der Universität Münster neuere und mittlere Geschichte, Politikwissenschaft und Publizistik. Nach Praktika unter anderem bei der Zeit, dem WDR und der Westdeutschen Allgemeinen (WAZ) wurde er 1997 leitender Redakteur bei der Deutschen Universitätszeitung (DUZ). Zwischen 1999 und 2001 war er freier Autor unter anderem für die Zeit, die Süddeutsche Zeitung, den WDR und den Deutschlandfunk. Zwischen 2001 und 2007 war er Redakteur der Ausgabe Nordrhein-Westfalen der Süddeutschen Zeitung, wo er Korrespondent für Bildungs- und Wissenschaftspolitik war. Im Jahr 2007 wechselte er zur Deutschen Forschungsgemeinschaft (DFG), wo er unter anderem Chefredakteur der Zeitschriften der DFG war. Seit September 2011 ist er Leiter der Presse- und Öffentlichkeitsarbeit und Pressesprecher der DFG.

## Veröffentlichungen (Auswahl)
- Von märchenhafter Freiheit: 20 Jahre Spitzenforschung im Gottfried-Wilhelm-Leibniz-Programm (Hrsg.) Deutsche Forschungsgemeinschaft, mit einem Grußwort von Horst Köhler, Bonn: Lemmens 2005, ISBN 3-932306-69-4.
- Wissenschaft an der Zeitenwende: Ernst Ludwig Winnacker im Gespräch mit Marco Finetti und Eva-Maria Streier, Freiburg im Breisgau; Basel; Wien: Herder 2006, ISBN 978-3-451-05806-6 (Reihe: Herder-Spektrum; Bd. 5806).
- gemeinsam mit Armin Himmelrath: Der Sündenfall: Betrug und Fälschung in der deutschen Wissenschaft, Stuttgart; Berlin etc.: Raabe-Verlag 1999, ISBN 3-88649-351-2.